# جهاز الاستخبارات والأمن الكندي
جهاز الاستخبارات والأمن الكندي (CSIS، /ˈsiːsɪs/ ؛ (بالفرنسية: Service canadien du renseignement de sécurité)‏ ، SCRS ) هي خدمة المخابرات الوطنية الأولية في كندا . وهي مسؤولة عن جمع وتحليل وإعداد التقارير ونشر المعلومات الاستخبارية حول التهديدات التي يتعرض لها الأمن القومي الكندي، وإجراء العمليات السرية والعلنية، داخل كندا وخارجها. كما تقدم تقارير إلى حكومة كندا وتقدم لها المشورة بشأن قضايا وحالات الأمن القومي التي تهدد أمن الأمة.
يقع مقرها في أوتاوا في منشأة بنيت لهذا الغرض اكتملت في عام 1995. الجهاز مسؤول أمام البرلمان من خلال وزير السلامة العامة، ولكن يشرف عليه أيضًا المحكمة الفيدرالية ووكالة مراجعة الأمن والاستخبارات الوطنية .

## منظمة

### الفروع
ينقسم وظيفيا إلى خمسة فروع:
- المخابرات المضادة
- مكافحة الانتشار
- مكافحة الإرهاب
- البحث والتحليل والإنتاج (RAP)
- الاستخبارات الأجنبية داخل (RAP) [5]

## روابط خارجية
- الموقع الرسمي
- أرشيف أخبار CSIS في مركز موارد الاستخبارات الكندية (CIRC)
- البرلمان 38 ، الدورة الأولى تحتوي على مراجعة حول دور CSIS و RCMP بموجب قانون مكافحة الإرهاب